# آستین کلارک (رمان‌نویس)
آستین کلارک (انگلیسی: Austin Clarke؛ زادهٔ ۲۶ ژوئیهٔ ۱۹۳۴-درگذشتهٔ ۲۶ ژوئن ۲۰۱۶) یک نویسنده و رمان‌نویس اهل کانادا بود.